# Koń i jego chłopiec
Koń i jego chłopiec (tyt. oryg. The Horse and His Boy) – piąty tom z cyklu Opowieści z Narnii brytyjskiego pisarza C.S. Lewisa wydane w 1954 roku.

## Fabuła
Akcja książki rozgrywa się w Narnii, Archenlandii i Kalormenie za czasów Piotra, Zuzanny, Edmunda i Łucji. Głównym bohaterem jest mieszkający w Kalormenie i przygarnięty przez rybaka Arszisza Szasta. Pewnego dnia do ich chatki przybywa jeden z kalormeńskich wielmożów, Tarkaan Anradin i chce kupić Szastę od Arszisza. Chłopiec przez przypadek podsłuchuje ich rozmowę i postanawia uciec na koniu Anradina. Okazuje się, iż rumak o imieniu Bri (jego pełne imię to Brihy-hinny-brinny-huhy-haaah) jest mówiącym koniem i pochodzi z Narnii. Tam też obaj planują uciec. Podczas ucieczki, uciekając przed lwem, spotykają innych uciekinierów. Są to: Tarkiina Arawis na swej mówiącej klaczy Hwin. Arawis, choć pochodzi z kalormeńskiej arystokracji, ucieka przerażona czekającym ją małżeństwem ze starym wezyrem Ahosztą.
Dotarłszy do Taszbaanu bohaterowie zostają rozdzieleni – Arawis trafia na dwór królewski, gdzie staje się świadkiem wojennych planów Tisroka, zaś Szasta będąc sobowtórem i, jak się później okaże, bliźniakiem archenlandzkiego księcia Korina, ląduje w kwaterze narnijskich gości Tisroka. Po pewnych perypetiach Szasta i Arawis uciekają przez pustynię, chcąc ostrzec władcę Archenlandii, króla Lunę przed atakiem Kalormenu. Po drodze znów napada ich lew. Kiedy Arawis i Hwin są już w zasięgu jego pazurów, Szasta mężnie staje w ich obronie.
Ranna Arawis i konie znajdują schronienie u pustelnika, a Szaście udaje się ostatecznie zaalarmować Lunę przed atakiem Rabadasza. Kulminacyjnym momentem jest spotkanie Szasty z tajemniczym Głosem, którym okazuje się Aslan. To on towarzyszył mu przez całe życie, także w czasie ucieczki z Kalormenu, powodując spotkanie z Arawis i Hwin, broniąc Szasty na pustyni oraz przyspieszając bieg koni, dzięki czemu Archenlandia została w porę ostrzeżona.
Dzięki poświęceniu bohaterów kalormeńczycy zostali rozgromieni, a Rabadasz schwytany. Luna odsłania Szaście jego prawdziwą tożsamość: ma na imię Kor i jest jego synem, starszym o kilka minut bratem Korina. Jako pierworodny zostaje następcą tronu. Arawis osiada w Archenlandii, a z czasem zostaje żoną Kora.

## Rozdziały
1. Jak Szasta wyruszył w podróż (How Shasta Setted Out On A Journey)
2. Przygoda w drodze (The Adventure On The Way)
3. U bram Taszbaanu (At The Gate Of Tashbaan)
4. Szasta spotyka Narnijczyków (Shasta Meets Narnians)
5. Książę Korin (The Prince Corin)
6. Szasta wśród Grobowców (Shasta Among Tombs)
7. Księżniczka Arawis w Taszbaanie (The Princess Aravis In Tashbaan)
8. Tajna narada (The Secret Deliberation)
9. Przez pustynię (Through The Desert)
10. Pustelnik Południowych Kresów (The Anchorite Of South Borderland)
11. Nieproszony towarzysz wędrówki (The Unwelcome Comrade During The Wandering)
12. Szasta w Narnii (Shasta In Narnia)
13. Oblężenie Anwardu (The Siege Of Anvard)
14. Jaki Bri stał się mądrzejszym koniem (How Brie Grew In Wisdom The Horse)
15. Rabadasz Śmieszny (Rabadas Ridiculous)